# Dziewczyna przy studni (obraz Henryka Siemiradzkiego)
Dziewczyna przy studni, znany też jako Greczynka przy studni – obraz polskiego malarza Henryka Siemiradzkiego namalowany prawdopodobnie około 1890 roku.
Obraz przechowywany jest w Muzeum Narodowym w Krakowie, gdzie trafił w 1937 roku jako dar. Obraz wykonany jest techniką olejną. Jego wymiary wynoszą – wysokość: 39,5 cm, szerokość: 26,5 cm.

## Tematyka obrazu
Motyw studni, źródła czy fontanny jest częstym motywem w twórczości Henryka Siemiradzkiego, pojawiającym się szczególnie w obrazach przedstawiających sceny z życia mieszkańców antycznego Rzymu. Obraz  należy do grupy dzieł o tematyce kameralnej, przedstawiających jedną lub dwie osoby, często były to kobiety nabierające wodę do naczyń. Motyw ten pojawiał się w twórczości Siemiradzkiego w okresie jego dojrzałej twórczości, od około roku 1880. Wśród innych prac o podobnej tematyce wymienić można obrazy: U źródła (obecnie w Muzeum im. Leona Wyczółkowskiego w Bydgoszczy) czy Rzymianki u źródła (w zbiorach Muzeum Okręgowego w Toruniu). Obydwa namalowane zostały między 1880 a 1890 rokiem.

## Opis
Obraz Dziewczyna przy studni namalowany jest w pastelowych, jakby przymglonych barwach, co wywołuje wrażenie delikatności i subtelności. Detale potraktowane są ogólnie, bez dokładnego oddania szczegółów. Rozmyte plamy barwne nadają dziełu charakter dekoracyjny.